# نوكاردية نجمية
نوكاردية نجمية (الاسم العلمي: Nocardia asteroides) هي نوع من البكتيريا تتبع جنس النوكاردية من فصيلة النوكارديات.